# Metopoceras felicina
Metopoceras felicina är en fjärilsart som beskrevs av Donzel 1844. Metopoceras felicina ingår i släktet Metopoceras och familjen nattflyn. Inga underarter finns listade i Catalogue of Life.